# Вильерс, Джон, виконт Пёрбек
Джон Вильерс, 1-й виконт Пурбёк (англ. John Villiers, 1st Viscount Purbeck; ок. 1591 — 18 февраля 1658) — английский дворянин.

## Биография
Джон Вильерс родился приблизительно в 1591 году и стал старшим сыном сэра Джорджа Вильерса из Бруксби, Лестершир, и его второй жены Мэри Бомонт . У него было два младших брата, Джордж Вильерс, 1-й герцог Бекингем, и Кристофер Вильерс, 1-й граф Англси, и сестра Сьюзен Вильерс (ум. 1651), которая вышла замуж за Уильяма Филдинга, 1-го графа Денби.

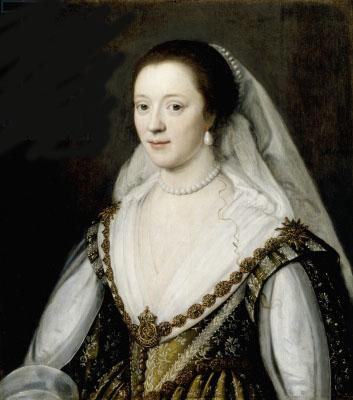
Фрэнсис Кок, первая жена Джона Вильерса, устроившая громкий скандал, бросив его ради любовника.

Джон Вильерс был посвящен в рыцари 30 июня 1616 года и в том же году стал грумом спальни и магистром мантий Якова I Стюарта. В то же время его мать начала переговоры о его женитьбе на богатой наследнице. Выбранной дамой была Фрэнсис Кок (1599—1645), дочь сэра Эдварда Кока от его второй жены, леди Хаттон, дочери Томаса Сесила, 1-го графа Эксетера, и вдовы сэра Уильяма Хаттона. Семья невесты должна была дать свое согласие и выплатить приданое в размере 10 000 фунтов стерлингов, однако она отказалась выплатить более двух третей этой суммы.
Леди Хаттон по-прежнему решительно выступала за заключение брака, и в итоге Кок уступили, и 29 сентября 1617 года Фрэнсис Кок и сэр Джон Вильерс поженились в Хэмптон-корте, а король Яков отдал невесту. Леди Хаттон по-прежнему отказывалась передать свою собственность в Дорсете Джону Вильерсу, и в качестве компенсации 19 июля 1619 года он был назначен бароном Вильерсом из Стока (сегодня Колсхилл, Бакингемшир) и виконтом Пёрбеком из Дорсета. Брак оказался катастрофой; Энтони Уэлдон сообщает, что герцог Бекингем сказал, что «его брат Пёрбек имел больше остроумия и честности, чем все его родственники», но, по словам Сэмюэля Роусона Гардинера, он был «слаб душой и телом» и вскоре после 1620 года полностью потерял сознание.
В 1621 году его жена покинула его и переехала жить к сэру Роберту Говарду. 19 октября 1624 года она родила сына, Роберта Дэнверса (1624—1674), а в октябре была признана виновной в прелюбодеянии. В конце концов она умерла в Оксфорде и была похоронена в церкви Святой Марии 4 июня 1645 года.
Виконт Пёрбек, чье безумие было периодическим, женился вторым браком на Элизабет Слингсби (ум. 1696), вдове полковника Чичестера Фортескью из Дромискина, Ирландия, и дочери сэра Уильяма Слингсби из Киппакса, Западный Йоркшир. Он умер, не оставив законного потомства, 18 февраля 1658 года в Чарльтоне, недалеко от Гринвича. Пэрство угасло, хотя притязания на него Роберта Дэнверса в течение многих лет были известным делом.